# Óra-villa
Az Óra-villa Budapest XII. kerületében áll, a térség kulturális életében egykor meghatározó volt. A klasszicista villa ma műemléki védelem alatt áll.

## Története
Eredetileg Hendrich Ferenc csokoládégyáros vállalkozó nyaralónak építtette 1843-ban. A klasszicista épület jellegzetességei a dór oszlopok, illetve a kiugró középrész oromzatán található óra. Eredetileg (mivel a környék szőlőnek adott otthont) présházak is álltak a villa mögött, ám ezeket az 1960-as években lebontották.
1849. május 10-én, Buda ostroma során Görgey Artúr ide helyezte át a főhadiszállását a Laszlovszky-majorból.
A demokratikus ellenzék néhány alkalommal itt tartotta meg a repülő egyetem néhány előadását.
A villának nevet adó óra a Lóránt utca felől látható.